# Morgengrauen
Morgengrauen bezieht sich auf
- die morgendliche astronomische Dämmerung, also den beginnenden Übergang zwischen Nacht und Tag

und die Zeit deutlicher körperlicher Phänomene am Ende eines Nachtdienstes – vor allem:
- am Ende der 3. Nachtwache die stärkste Ermüdung (ca. 3 Uhr, bester Zeitpunkt militärischer Angriffe); siehe Sicherheitsdienst
- am Beginn der Morgendämmerung ein Kribbeln in den Adern (siehe auch Melatonin und Adrenalin).

Zu den künstlerischen Werken mit Thema oder Titel „Morgengrauen“ siehe Morgengrauen (Begriffsklärung).